# アルヴィー・エイディー

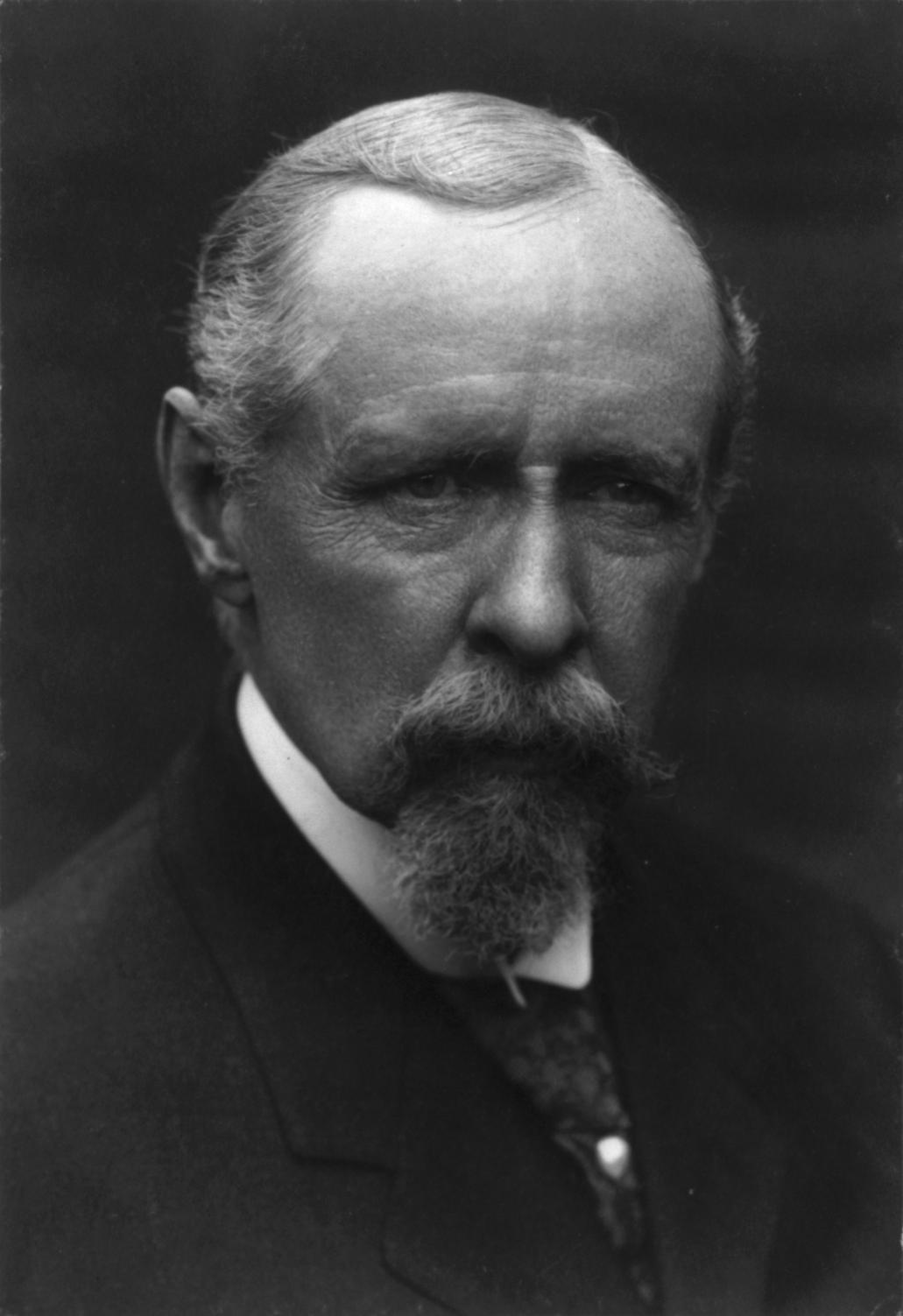
アルヴィー・エイディー

アルヴィー・オーガスタス・エイディー（Alvey Augustus Adee, 1842年11月27日 - 1924年7月4日）は、アメリカ合衆国の政治家。国務省の高官を長期間務め、1898年の米西戦争の際には国務長官代行も務めた。

## 生涯
1842年、エイディーはニューヨーク州アストリアで生まれた。エイディーは駐スペイン大使ダニエル・シックルズの私設秘書となり、外交の分野に足を踏み入れた。エイディーは1869年にシックルズとともにスペインのマドリードへ赴いた。エイディーはマドリードにおいて後の国務長官ジョン・ヘイと知り合い、親友となった。
エイディーはマドリードの公使館におよそ8年間滞在した後、1877年に合衆国に帰国した。エイディーは1878年に国務省外交局長に指名された。エイディーは1882年に第三国務次官補となり、1886年には第二国務次官補に昇進した。エイディーはその後、死去する直前まで38年近くこの職を務めた。
エイディーの経歴の頂点は、1898年の米西戦争のときに到来した。当時、国務長官ジョン・シャーマンは高齢で病弱であったことから、実質的な職務は国務次官補ウィリアム・デイによって執り行われていた。しかしながらデイは外交的に未熟であったため、米西戦争中における実質的な合衆国の外交は、国務省ナンバー3であったエイディーによって効果的に監督された。
1898年4月、シャーマンは国務長官を辞任し、後任の国務長官にはデイが任命された。しかしながら同年9月、デイは着任からわずか5ヶ月弱で国務長官を退任した。当時の大統領ウィリアム・マッキンリーはその後任として駐イギリス大使ジョン・ヘイを指名した。そしてヘイがイギリスから帰国するまでのおよそ2週間、エイディーは国務長官代行として実質的な職務を執り行った。
エイディーは1900年に義和団の乱が発生した際にも、国務省の実質的な監督を任された。これはヘイが体調を崩し、また国務次官補デイヴィッド・ジェイン・ヒルがワシントンD.C.を離れていたためであった。
1909年以降、エイディーの影響力は健康とともに衰えていったが、エイディーは国務省に残り、第二国務次官補を務め続けた。1924年7月1日に外務職員法 (43 Stat. 146) が施行され第二国務次官補が国務次官補に統合されると、エイディーは国務次官補となった。そしてその3日後の1924年7月4日、エイディーは死去した。
エイディーは生涯独身であり、子供もできなかった。